# Чжан Хао
Чжан Ха́о (кит. упр. 张昊, пиньинь Zhāng Hào; род. 6 июля 1984, Харбин) — китайский фигурист, выступавший в парном катании. В паре с Чжан Дань становился серебряным призёром Олимпийских игр (2006), серебряным призёром чемпионата мира (2006, 2008, 2009) и двукратным чемпионом четырёх континентов (2005, 2010).
Начал заниматься фигурным катанием в 1988 году. Его первой партнёршей в парном катании была Чжан Лиюнь. В 1997 году встал в пару с Чжан Дань, с который выступал на протяжении четырнадцати лет и добился основных успехов в карьере.
После ухода Дань из спорта, Хао продолжил кататься. В 2012 году он образовал дуэт с пятнадцатилетней Пэн Чэн, не имевшей международного опыта. Они были участниками Олимпийских игр (2014) и серебряными призёрами чемпионата четырёх континентов.
В 2016 году по решению Китайской федерации фигурного катания его новой партнёршей стала Юй Сяоюй. Вместе с ней Чжан становился серебряным призёром финала Гран-при и в пятый раз участвовал в Олимпийских играх (2018). Из-за травм они два года не появлялись на международных соревнованиях. В 2020 году пара распалась. В 2021 году Чжан объявил о завершении карьеры.

## Карьера
Чжан Дань и Чжан Хао встали в пару в 1997 году. (Они не родственники, фамилия «Чжан» очень распространена в Китае). Почти сразу к ним пришёл успех — первое и второе места на этапах юниорского Гран-При, а затем 5-е место в Финале юниорского Гран-При. Они также выиграли серебро в 2000 и бронзу в 2001 году на Чемпионате Китая. На чемпионате мира среди юниоров 2000 года Дан и Хао, первые на этих соревнованиях, исполнили подкрутку в четыре оборота.
На Олимпиаде в Турине они попробовали выполнить выброс четверной сальхов, но партнерша упала и получила травму. Несмотря на это фигуристы продолжили выступление, справились с остальными элементами и завоевали серебряные медали.
В сезоне 2008—2009 они выиграли оба этапа серии Гран-при в которых участвовали: «Cup of Russia» и «Cup of China». Однако, в финале стали только вторыми проиграв соотечественникам Пан Цин и Тун Цзянь.
В мае 2012 года пара распалась и Чжан Хао встал в пару с Чэн Пэн. В ноябре 2014 года новая пара впервые выиграла этап Гран-при. Пара в феврале 2015 года на чемпионате четырёх континентов в Сеуле выступила удачно; зявоевали серебряные медали. При этом фигуристы улучшили свои спортивные достижения в произвольной программе и сумме. На домашнем чемпионате мира в Шанхае китайские фигуристы вновь улучшили свои достижения в произвольной программе и сумме и оказалась на 4-м месте.
Новый сезон пара начала выступлением на этапе Гран-при Trophée Bompard, однако, после коротких программ, соревнования были отменены из соображений безопасности (в столице Франции произошла серия терактов). На следующем этапе Гран-при в России пара заняла третье место и это позволило им вновь в третий раз подряд выйти в финал Гран-при. В Барселоне фигуристы заняли предпоследнее место. Следующее их появление в сезоне было через четыре месяца. В начале апреля в Бостоне на мировом чемпионате китайская пара сумела пробиться в дюжину лучших парников мира.
Вскоре по окончании чемпионата решением китайской федерации паре были предложены новые партнёры. Его бывшая партнёрша встала в пару с Цзинь Ян, а он стал тренироваться с Юй Сяоюй.
В конце октября новая китайская пара дебютировала на международной арене выступали они на этапе Гран-при в Миссиссоге, где на Кубке федерации Канады были вторыми. В середине ноября китайцы выступили на втором этапе Гран-при в Пекине, где они в упорной борьбе заняли на Кубке Китая первое место, при этом были улучшены достижения в короткой программе и сумме. Это позволило им уверенно выйти в финал Гран-при, в Марселе. Во Франции, в самом финале, они сумели в упорной борьбе занять второе место, при этом были улучшены прежние достижения опять в сумме и короткой программе. В середине февраля 2017 года китайские фигуристы в Южной Корее на континентальном чемпионате, где в упорной борьбе не смогли удержаться на пьедестале. Через неделю китайские спортсмены приняли участие в Саппоро в VIII зимних Азиатских играх, который уверенно выиграли. В конце марта китайские парники появились на мировом чемпионате в Хельсинки, где заняли место рядом с пьедесталом. При этом они в сумели способствовать завоеванию трёх путёвок для своей страны на Олимпийские игры и улучшили свои прежние достижения в сумме и произвольной программе.
Новый олимпийский сезон китайские парники начали в середине октября в Ницце на Кубке города, где им удалось его выиграть. Через три недели пара выступила на домашнем этапе в Пекине серии Гран-при, где они финишировали с серебряными медалями. В конце ноября на американском этапе в Лейк-Плэсиде они финишировали вторыми. Это позволило им выйти в Финал Гран-при, при этом они улучшили свои прежние достижения в сумме и произвольной программе. На самом Финале пара выступила не совсем удачно и заняла последнее место. В конце декабря, в упорной борьбе, на национальном чемпионате они завоевали первое место; оставив за спиной своих бывших партнёров. В январе 2018 года все китайские пары снялись с континентального чемпионата. В начале февраля ещё до открытия Олимпийских игр в Южной Корее пара начала соревнования в командном турнире. Они в Канныне финишировала в середине турнирной таблицы. В дальнейшем сборная КНР не вышла в финальную часть. В середине февраля 2018 года начались соревнования и в индивидуальном турнире. Пара финишировала только восьмой, но они незначительно улучшили свои прежние достижения в короткой программе.
В межсезонье фигуристы заявили, что не примут участие в следующем сезоне из-за болезни фигуристки.

## Вопрос о подмене возраста
В 2011 году Associated Press опубликовала материал о подмене возраста китайскими фигуристами, в числе которых упоминались Чжан Хао и Чжан Дань. Издание указало, что даты рождений фигуристов в базах данных Китайской ассоциации конькобежного спорта (CSA) и Международного союза конькобежцев (ISU) отличались друг от друга.
Исходя из информации с сайта CSA, Чжан Дань выступала на Олимпиаде 2002 в возрасте четырнадцати лет, что было меньше допустимого для участия в Играх. А Чжан Хао был старше требуемого возраста и не мог выступать на победном чемпионате мира среди юниоров 2003.
Представители CSA заявили, что ситуация стала результатом канцелярской ошибки в базах данных Ассоциации. По результатам расследования выяснилось, что на сайте ISU был указан верный возраст фигуристов. По этим данным пара соответствовала критериям для участия в Олимпиаде 2002 и юниорском чемпионате мира 2003.

## Результаты

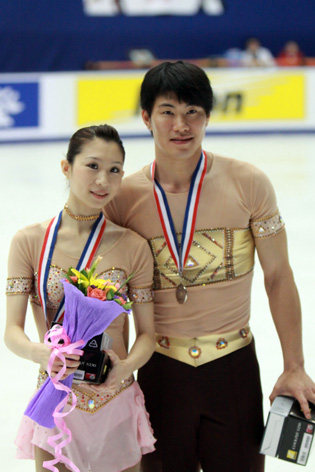
Чжан Дань и Чжан Хао провели четырнадцать совместных сезонов

| Результаты выступлений с Пэн Чэн |       |       |       |       |
| Соревнования                     | 12/13 | 13/14 | 14/15 | 15/16 |
| Международные                    |       |       |       |       |
| Олимпиада — пары                 |       | 8     |       |       |
| Олимпиада — команда              |       | 7     |       |       |
| Чемпионат мира                   | 11    | 5     | 4     | 12    |
| Четыре континента                | 5     |       | 2     |       |
| Финал Гран-при                   |       | 4     | 4     | 6     |
| Гран-при Китая                   | 5     | 3     | 1     |       |
| Гран-при Японии                  |       | 2     |       |       |
| Гран-при США                     |       |       | 3     |       |
| Гран-при России                  |       |       |       | 3     |
| Гран-при Франции                 | 4     |       |       | 4     |
| World Team Trophy                | 5     |       |       |       |
| Национальные                     |       |       |       |       |
| Чемпионат Китая                  |       | 1     |       |       |

| Результаты выступлений с Юй Сяоюй |       |       |       |
| Соревнования                      | 16/17 | 17/18 | 19/20 |
| Международные                     |       |       |       |
| Олимпиада — пары                  |       | 8     |       |
| Олимпиада — команда               |       | 6     |       |
| Чемпионат мира                    | 4     | 7     |       |
| Четыре континента                 | 4     |       |       |
| Финал Гран-при                    | 2     | 6     |       |
| Гран-при Китая                    | 1     | 2     |       |
| Гран-при США                      |       | 2     |       |
| Гран-при Канады                   | 2     |       |       |
| Азиатские игры                    | 1     |       |       |
| Кубок Ниццы                       |       | 1     |       |
| Национальные                      |       |       |       |
| Чемпионат Китая                   |       | 1     | 4     |

| Результаты выступлений с Чжан Дань |       |       |       |       |       |       |       |       |       |       |       |       |       |       |
| Соревнования                       | 98/99 | 99/00 | 00/01 | 01/02 | 02/03 | 03/04 | 04/05 | 05/06 | 06/07 | 07/08 | 08/09 | 09/10 | 10/11 | 11/12 |
| Международные                      |       |       |       |       |       |       |       |       |       |       |       |       |       |       |
| Олимпийские игры                   |       |       |       | 11    |       |       |       | 2     |       |       |       | 5     |       |       |
| Чемпионат мира                     |       |       |       | 9     | 6     | 5     | 3     | 2     | 5     | 2     | 2     | 5     |       |       |
| Четыре континента                  |       |       |       | 3     | 3     | 2     | 1     |       |       | 2     | 3     | 1     |       |       |
| Финал Гран-при                     |       |       |       |       |       | 6     | 5     | 2     | 3     | 2     | 2     | 6     |       | 4     |
| Гран-при США                       |       |       |       |       | 4     | 3     | 1     | 1     |       |       |       | 3     |       | 2     |
| Гран-при Франции                   |       |       |       |       | 4     | 1     |       |       |       | 1     |       |       |       |       |
| Гран-при России                    |       |       |       |       |       | 3     | 1     |       |       | 1     | 1     |       |       |       |
| Гран-при Китая                     |       |       |       |       |       |       | 2     |       |       |       | 1     | 2     |       | 2     |
| Гран-при Японии                    |       |       |       |       |       |       |       | 1     | 2     |       |       |       |       |       |
| Гран-при Канады                    |       |       |       |       |       |       |       |       | 1     |       |       |       |       |       |
| Универсиада                        |       |       |       |       |       |       | 1     |       | 1     |       | 1     |       |       |       |
| World Team Trophy                  |       |       |       |       |       |       |       |       |       |       | 6     |       |       |       |
| Международные среди юниоров        |       |       |       |       |       |       |       |       |       |       |       |       |       |       |
| Чемпионат мира                     |       | 4     | 1     |       | 1     |       |       |       |       |       |       |       |       |       |
| Финал Гран-при                     |       | 5     | 1     | 1     |       |       |       |       |       |       |       |       |       |       |
| Гран-при Китая                     | 1     |       | 1     |       | 1     |       |       |       |       |       |       |       |       |       |
| Гран-при Италии                    |       |       |       | 1     |       |       |       |       |       |       |       |       |       |       |
| Гран-при Швеции                    |       |       |       | 1     |       |       |       |       |       |       |       |       |       |       |
| Гран-при Норвегии                  |       |       | 1     |       |       |       |       |       |       |       |       |       |       |       |
| Гран-при Японии                    |       | 1     |       |       |       |       |       |       |       |       |       |       |       |       |
| Гран-при Канады                    |       | 2     |       |       |       |       |       |       |       |       |       |       |       |       |
| Национальные                       |       |       |       |       |       |       |       |       |       |       |       |       |       |       |
| Чемпионат Китая                    | 3     | 2     | 3     | 3     | 1     | 2     |       |       |       | 1     |       |       |       | 1     |